# Округ Сент Тамани (Луизијана)
Сент Тамани (енгл. St. Tammany Parish) је округ у америчкој савезној држави Луизијана.

## Демографија
По попису из 2010. године број становника је 233.740, што је 42.472 (22,2%) становника више него 2000. године.
| Група             | 2000.           | 2010.           |
| Белци             | 163.061 (85,3%) | 188.317 (80,6%) |
| Афроамериканци    | 18.929 (9,9%)   | 26.645 (11,4%)  |
| Азијати           | 1.420 (0,7%)    | 2.972 (1,3%)    |
| Хиспаноамериканци | 4.737 (2,5%)    | 10.970 (4,7%)   |
| Укупно            | 191.268         | 233.740         |